# North American F-86D Sabre
Le North American F-86D Sabre, parfois également désigné « Sabre Dog » ou « Dog Sabre », était un intercepteur tous-temps transsonique américain conçu par le constructeur North American Aviation.
Basé sur le chasseur de jour F-86 Sabre du même constructeur, le F-86D était en fait assez différent et ne possédait que 25 % de parties communes avec les autres versions du Sabre. Il était doté d'un fuselage plus grand, d'un moteur plus gros possédant une postcombustion et d'un radôme de nez caractéristique abritant un radar d'interception, alors que les premiers F-86 n'en possédaient pas.

## Conception et développement

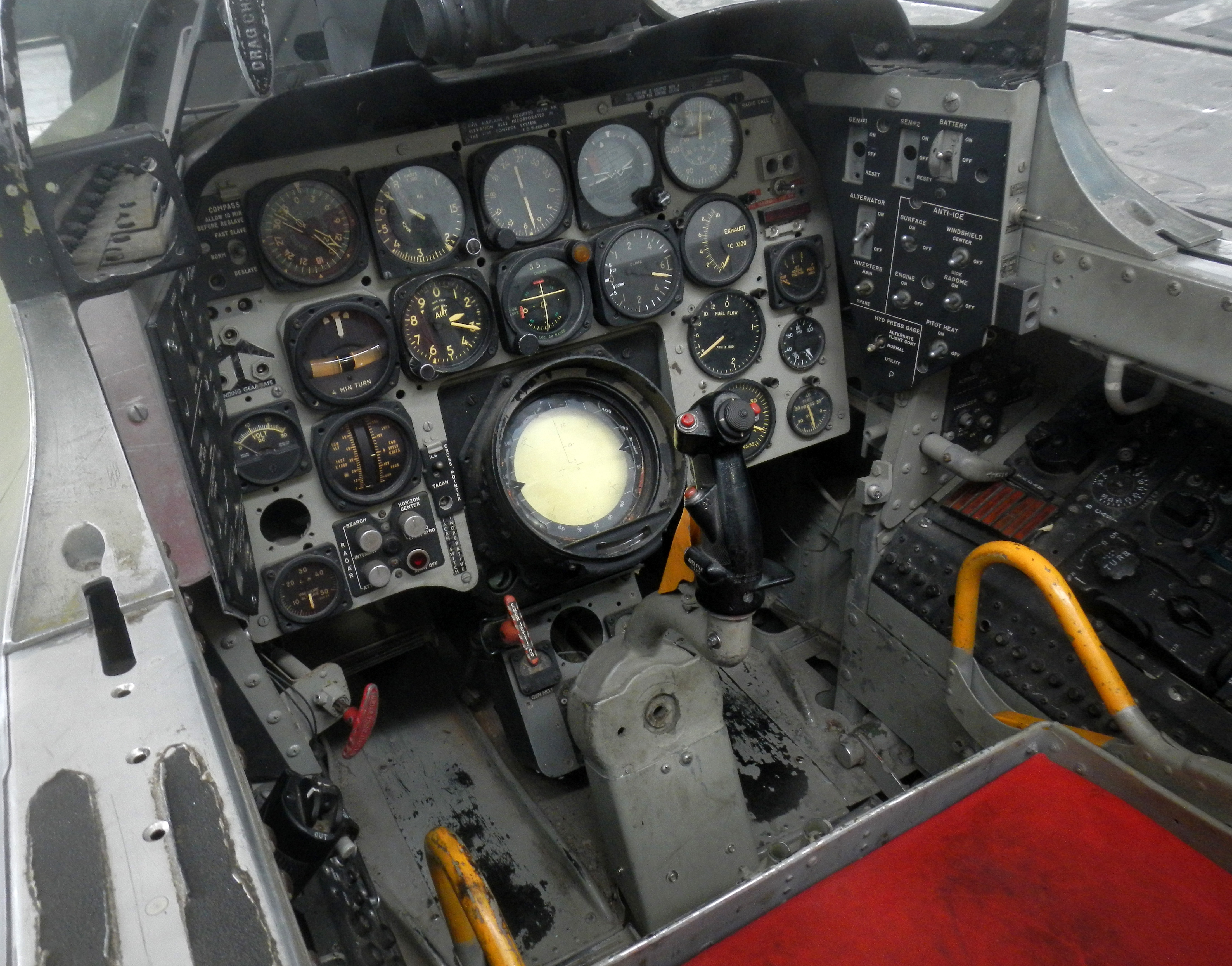
Vue du cockpit d'un F-86D (MAPS Air Museum, Green, Ohio).

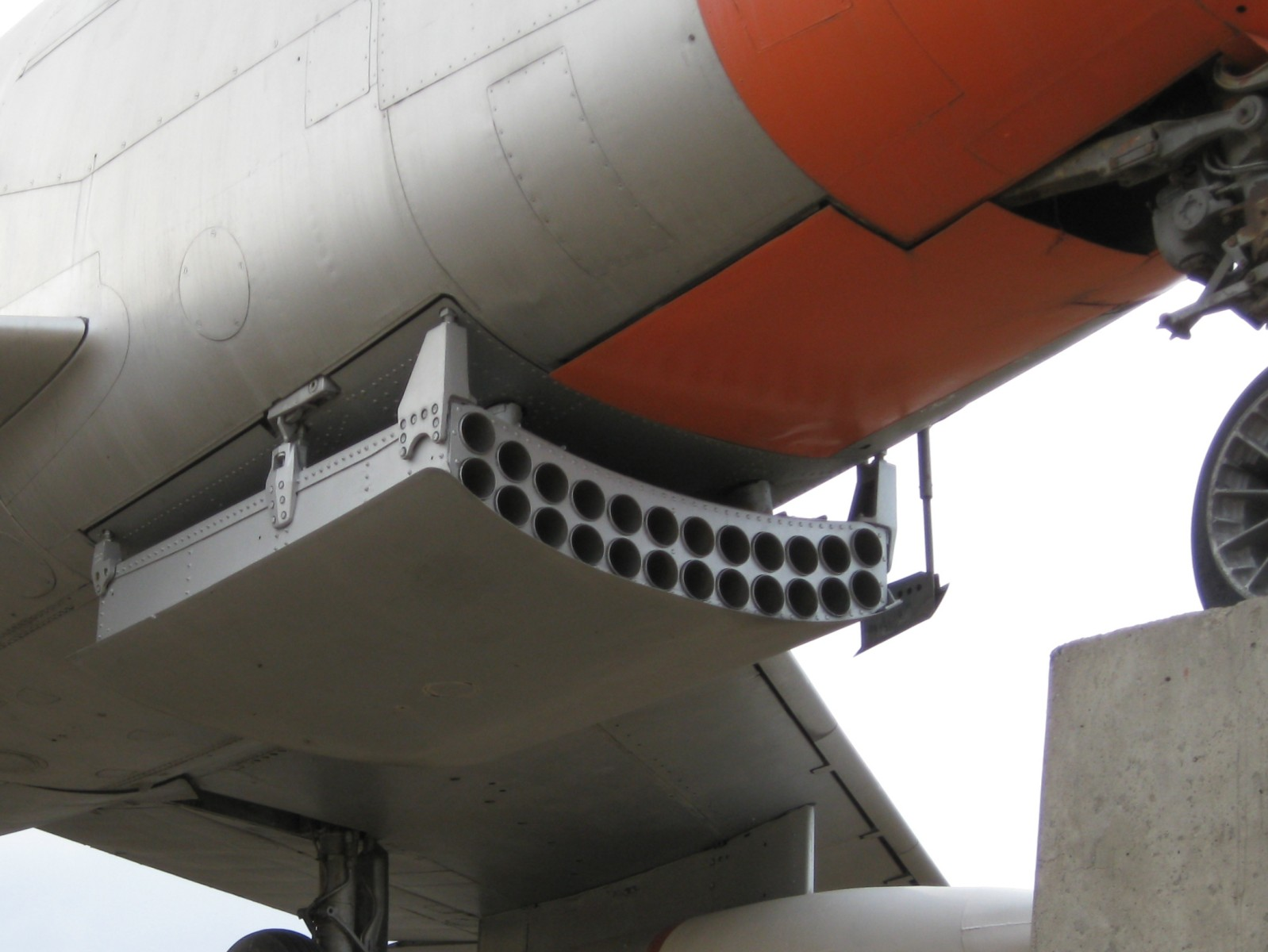
Vue rapprochée du plateau/conteneur rétractable à roquettes, ici en position sortie.

Évolution du Sabre original, l'YF-95 fut le premier avion conçu autour de la nouvelle roquette FFAR de 70 mm, surnommée « Mighty Mouse ». Démarré en mars 1949 le prototype non-armé no 50-577 vola pour la première fois le 22 décembre 1949, piloté par le pilote d'essai de North American Aviation George Welch. Il s'agissait alors du premier chasseur de nuit de l'US Air Force à être monoplace et monomoteur, étant équipé d'un turboréacteur avec postcombustion General Electric J47-GE-17 produisant une poussée statique de 24,1 kN.
Les canons/mitrailleuses furent éliminés en faveur d'un plateau rétractable sous le fuselage emportant 24 roquettes non-guidées Mk.4 (FFAR de 70 mm), alors considérées comme une arme plus efficace contre les bombardiers qu'un tir de barrage effectué au canon. Un second prototype, le no 50-578, fut également construit, mais la désignation YF-95 ne demeura pas longtemps et le concept fut rapidement redésigné YF-86D. Le fuselage était plus large et la longueur de la structure fut augmentée à 12,29 m, avec une verrière en bulle, des surfaces de contrôle arrière agrandies et un radar d'interception tous-temps AN/APG-36 installé à l'intérieur d'un radôme dans le nez. Les dernières versions du F-86D (à partir du F-86D-45) reçurent un moteur J47-GE-33 un peu plus puissant, produisant une poussée de 24,7 kN.
Un total de 2 504 exemplaires du F-86D furent construits.

## Carrière opérationnelle
Le 18 novembre 1952, le F-86D no 51-2945 établit un record de vitesse de 1 124,1 km/h. Le capitaine J. Slade Nash effectua une course de trois kilomètres au-dessus de Salton Sea, au sud de la Californie, à une altitude de seulement 38 m. Un autre F-86D brisa ce record du monde le 16 juillet 1953, lorsque le lieutenant-colonel William F. Barns, sur le F-86D no 51-6145 parvint à atteindre une vitesse de 1 151,8 km/h au même endroit.

## Versions
- YF-95A : Prototype d'un intercepteur tous-temps, construit à deux exemplaires. Désignation changée en YF-86D (North American Model NA-164) ;
- YF-86D : Initialement désigné YF-95A ;
- F-86D : Version de production, initialement désignée F-95A, et produite à 2 504 exemplaires ;
- F-86G : Désignation provisoire du F-86D doté de changements mineurs d'équipement et d'un moteur plus puissant. Il a été produit à 406 exemplaires sous la désignation F-86D d'origine ;
- YF-86K : Version basique du F-86D prévue pour l'exportation, avec son plateau à roquettes remplacé par quatre canons de 20 mm et un système de contrôle de tir simplifié. Deux exemplaires ont été convertis à ce standard ;
- F-86K : Version « OTAN » du F-86D, dotée d'un système de contrôle de tir MG-4, de quatre canons M24A1 de 20 mm approvisionnés à raison de 132 obus chacun, et d'un radar APG-37. Il a été produit à 120 exemplaires par North American Aviation et 221 par Fiat Aviazione ;
- F-86L : Conversion et amélioration du F-86D avec une nouvelle électronique de bord, des extrémités d'ailes et bords d'attaque agrandis, un aménagement de cockpit revu et un moteur plus puissant. Il a été produit à 981 exemplaires.

## Utilisateurs
Source : « F-86 Sabre Jet: History of the Sabre and FJ Fury »
- Allemagne de l'Ouest :

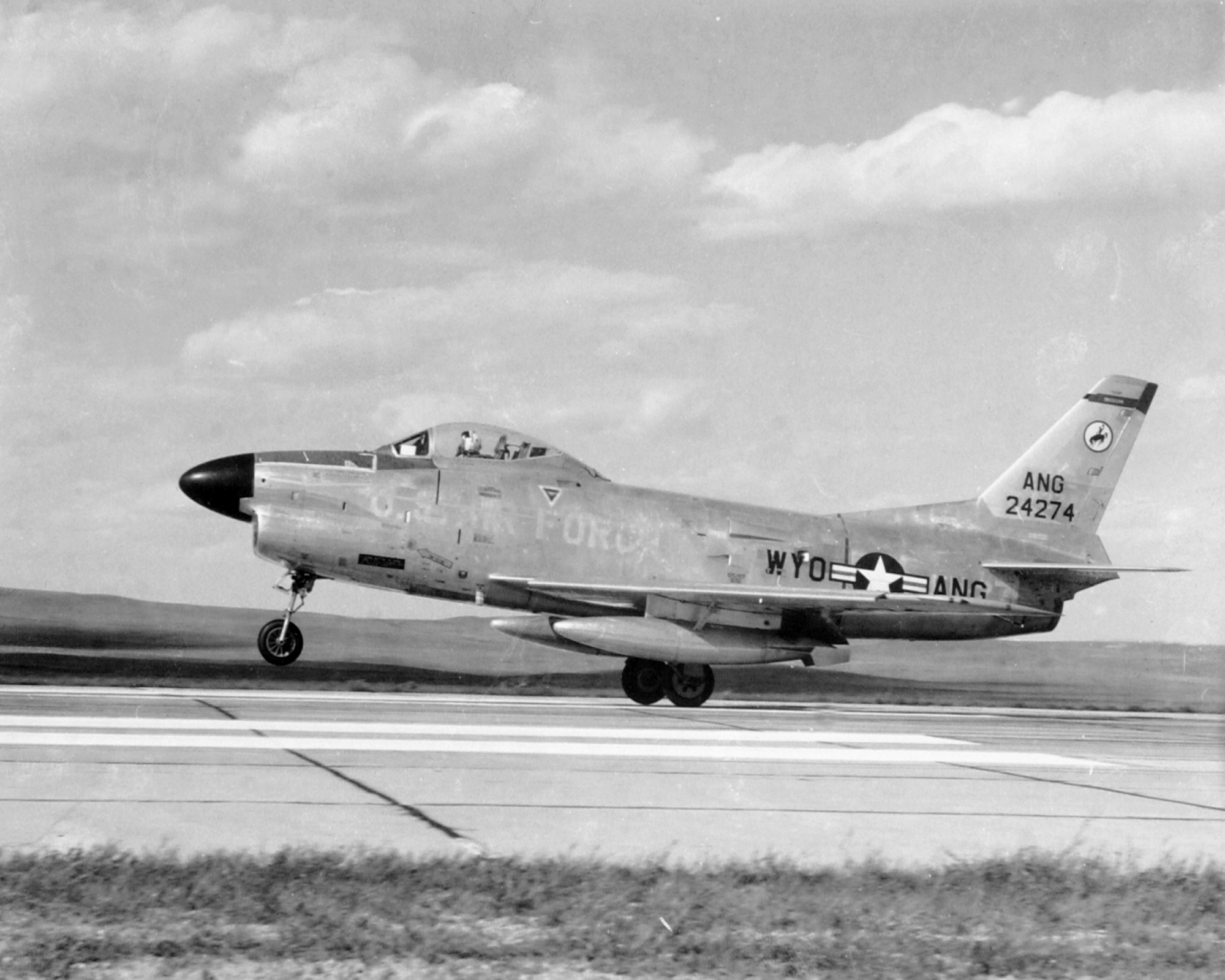
Un F-86L de la Garde nationale aérienne du Wyoming, à la fin des années 1950.

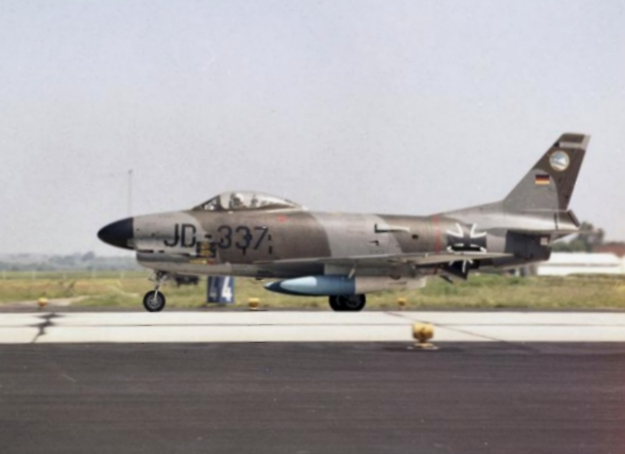
Un F-86K de la Luftwaffe, en 1965.

La Luftwaffe acquit 88 F-86K américains entre les 22 juillet 1957 et 23 juin 1958. Ces avions furent assignés au Jagdgeschwader 75, plus tard renommé Jagdgeschwader 74 ;
- Corée du Sud :

La Force aérienne de la république de Corée acquit 40 F-86D, à partir du 20 juin 1986 ;
- Danemark :

La Force aérienne royale danoise reçut 59 F-86D ex-USAF entre 1958 et 1960, assignés aux escadrons 723, 726 et 728 ;
- États-Unis :

United States Air Force ;
- France :

L'Armée de l'air reçut 62 F-86K produits par Fiat entre 1956 et 1957, assignés aux escadrons 1/13 Artois, 2/13 Alpes. Les numéros de série étaient 55-4814/4844, 55-4846/4865, 55-4872/4874, et 55-4876/4879 ;
- Grèce :

La Force aérienne grecque acquit 35 F-86D provenant des États-Unis, reçus en 1961 mais retirés du service en 1967. Ils furent toutefois conservés comme mesure de sauvegarde jusqu'en 1969. Le F-86D fut le premier chasseur tous-temps de la force aérienne grecque. Ces avions furent assignés aux escadrons 337 et 343. Jusqu'en 1964, leur livrée était couleur métal naturel, puis ils reçurent un camouflage OTAN jusqu'à leur retrait du service ;
- Honduras :

La Force aérienne hondurienne acquit six F-86K appartenant précédemment au Venezuela en 1970 ;
- Italie :

L'Aeronautica Militare reçut 121 F-86K produits par Fiat Aviazione entre 1955 et 1958. Elle reçut également 120 F-86K des États-Unis. Ces avions furent assignés aux groupes : 6 Gruppo COT/1 Stormo, 17 Gruppo/1 Stormo, 23 Gruppo/1 Stormo, 21 Gruppo/51 Aerobrigata, 22 Gruppo/51 Aerobrigata et 12 Gruppo/4 Aerobrigata ;
- Japon :

La Force aérienne d'autodéfense japonaise acquit 122 F-86D américains entre 1958 et 1961, assignés à quatre escadrons d'interception tous-temps (Hikōtai), et à un centre d'essais en vol à Gifu ;
- Norvège :

La Force aérienne royale norvégienne acquit 60 F-86K américains entre 1955 et 1956, et quatre exemplaires fabriqués par Fiat Aviazione ;
- Pays-Bas :

L'Armée de l'air royale néerlandaise acquit 57 F-86K américains et 6 F-86K construits par Fiat Aviazione entre 1955 et 1956. Ces avions furent assignés à trois escadrons : les nos 700, 701 et 702. Ils furent utilisés jusqu'en 1964 ;
- Philippines :

La Force aérienne philippine acquit 20 F-86D assignés au 8e escadron d'interception « Vampires » début 1960. Ces appareils faisaient partie du programme d'assistance militaire mis en place par les États-Unis ;
- Taïwan :

Force aérienne de la république de Chine ;
- Thaïlande :

La Force aérienne royale thaïlandaise acquit 20 F-86L ;
- Turquie :

L'Armée de l'air turque acquit 50 F-86D et 40 F-86K de construction américaine ;
- Venezuela :

L'Aviation nationale du Venezuela acquit 32 F-86F de construction américaine entre octobre 1955 et décembre 1960. En 1965, elle acquit également 79 F-86K appartenant précédemment à l'Allemagne de l'Ouest ;
- Yougoslavie :

L'Armée de l'air yougoslave acquit 130 F-86D de construction américaine et les utilisa entre 1961 et 1974.

## Exemplaires préservés
De nombreux Sabres de différentes versions ont été préservés dans le monde. Cette liste n'est pas exhaustive :
- F-86D : Appareil appartenant anciennement à la Garde nationale aérienne de la Louisiane, exposé à Jackson Barracks (en), à la Nouvelle-Orléans ;
- F-86D no 51-6171 : Ancien appareil de l'USAF et de la Grèce, exposé au North East Aircraft Museum (en), à Sunderland, au Royaume-Uni ;
- F-86D no 51-8453 : Ancien appareil danois (F-453), exposé à Copenhague, au Danemark[5] ;
- F-86D no 51-3863 : Exposé au National Museum of the United States Air Force, sur la base aérienne Wright-Patterson, dans l'Ohio ;
- F-86D no 51-10023 : Ancien appareil yougoslave (14102), exposé au musée de l'aviation de Belgrade, à l'aéroport Nikola Tesla, Belgrade, en Serbie ;
- F-86K n°55-4841 : Ancien appareil français (13-PI) du 1/13 Artois, fabriqué par Fiat Aviazione, exposé au Musée de l'Air et de l'Espace du Bourget, à Paris, en France ;
- F-86K no 54-812 : Ancien appareil italien (51-3), fabriqué par Fiat Aviazione, exposé au musée des sciences et des techniques Léonard de Vinci, à Milan, en Italie ;
- F-86L no 53-0965 : Exposé au Pima Air & Space Museum, à Tucson, en Arizona ;
- F-86L : Exposé au Jimmy Doolittle Air & Space Museum, sur la base aérienne Travis, en Californie ;
- F-86L no 52-4191 : Exposé au Pacific Aviation Museum Pearl Harbor (en), à Pearl Harbor, sur l'île d'Hawaï[6] ;
- F-86D-60-NA no 51-1030 : (F-86L) actuellement exposé sur la base aéronavale de Fort Worth, au Texas ;
- F-86L no 52-4142 : Exposé au Carolinas Aviation Museum (en), à Charlotte, en Caroline du Nord ;
- F-86D no 53-1060 : Exposé au Yankee Air Museum (en), à Belleville, dans le Michigan ;
- F-86L no 53-4036 : (Uniquement le cockpit et le nez) Exposé au Derelict Aircraft Museum (en), à Launching Place (en), en Australie.

## Galerie photographique

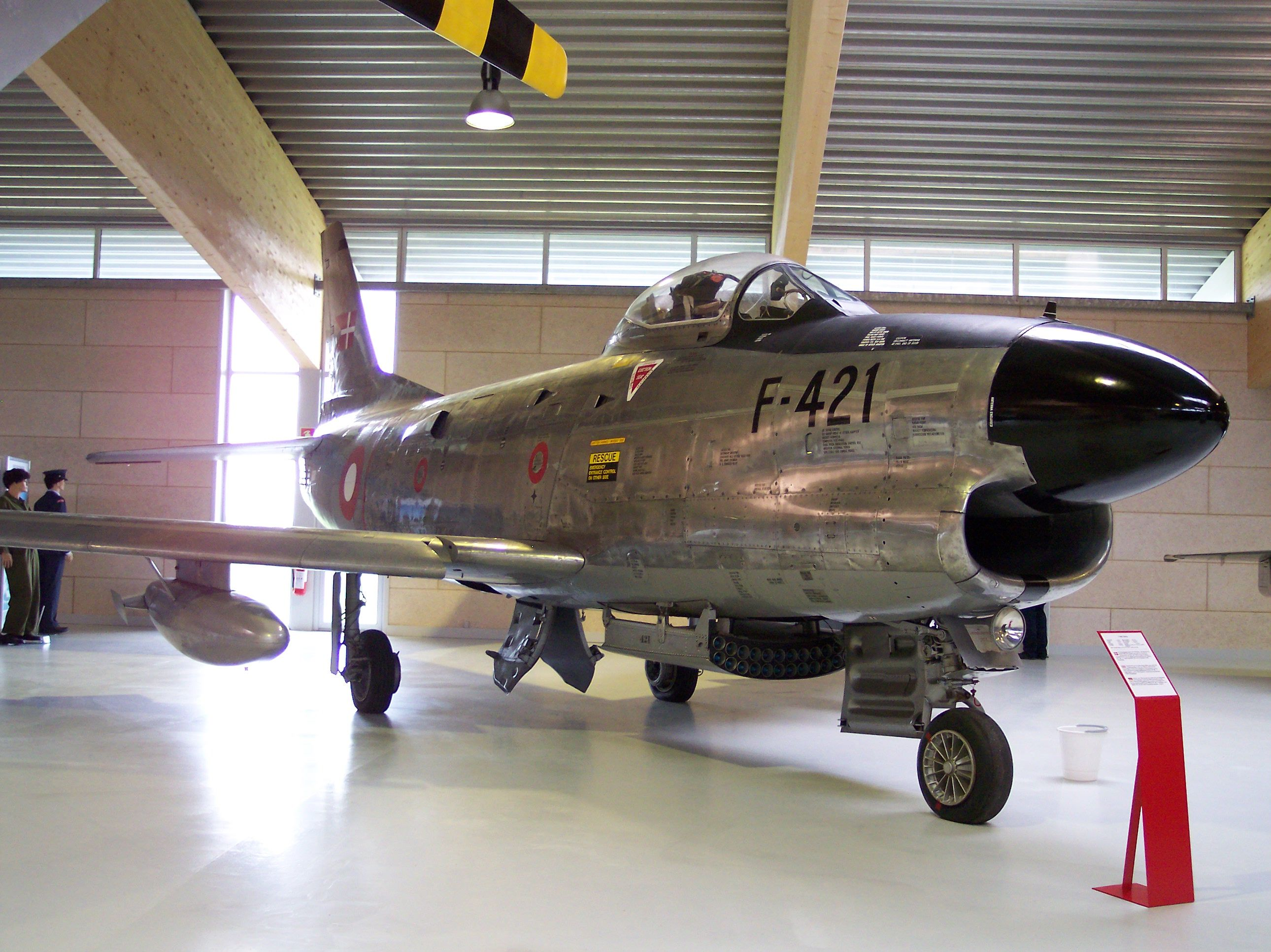
F-86D de la Force aérienne royale danoise.
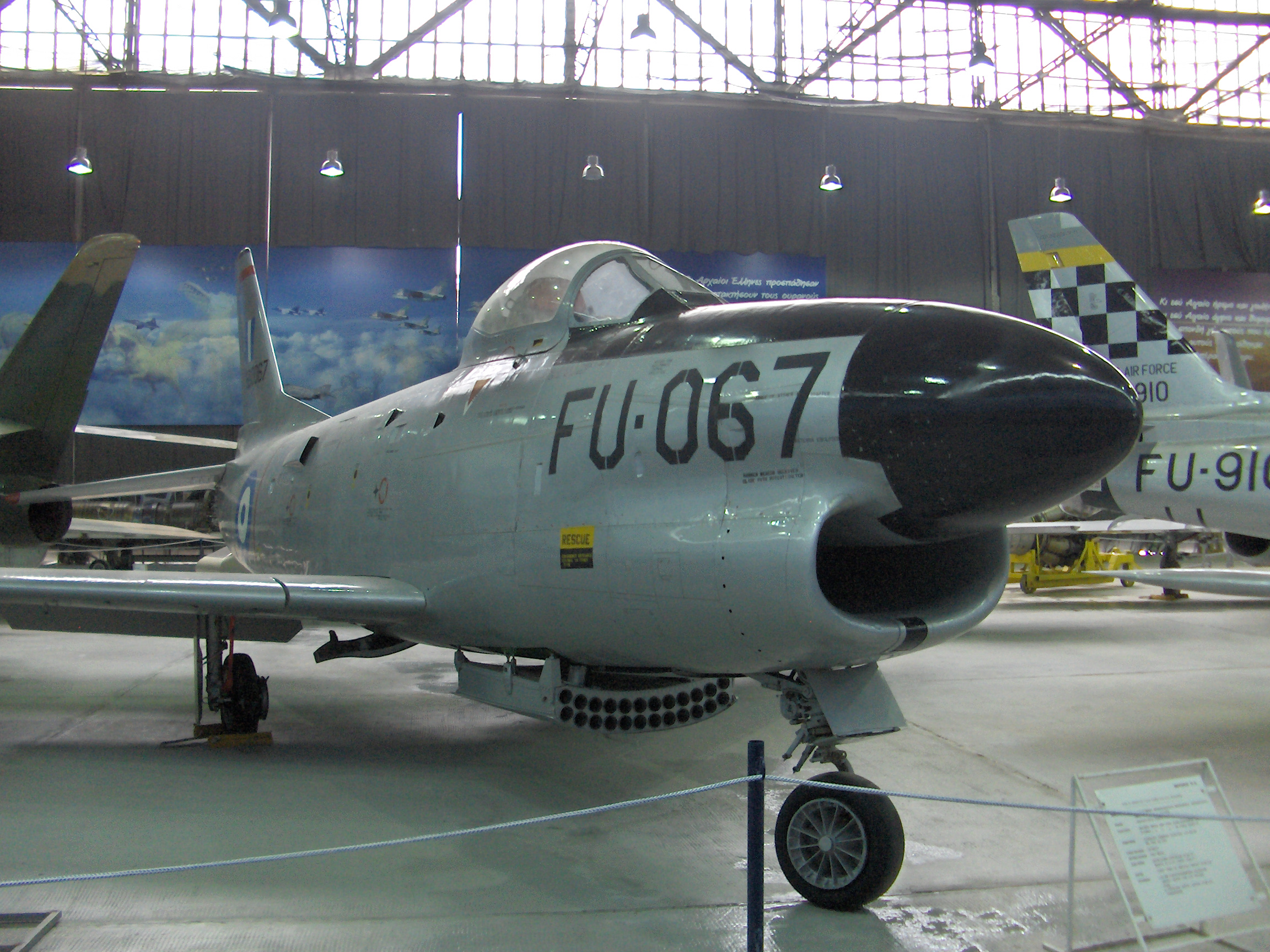
F-86D exposé au musée de la Force aérienne grecque, Athènes.
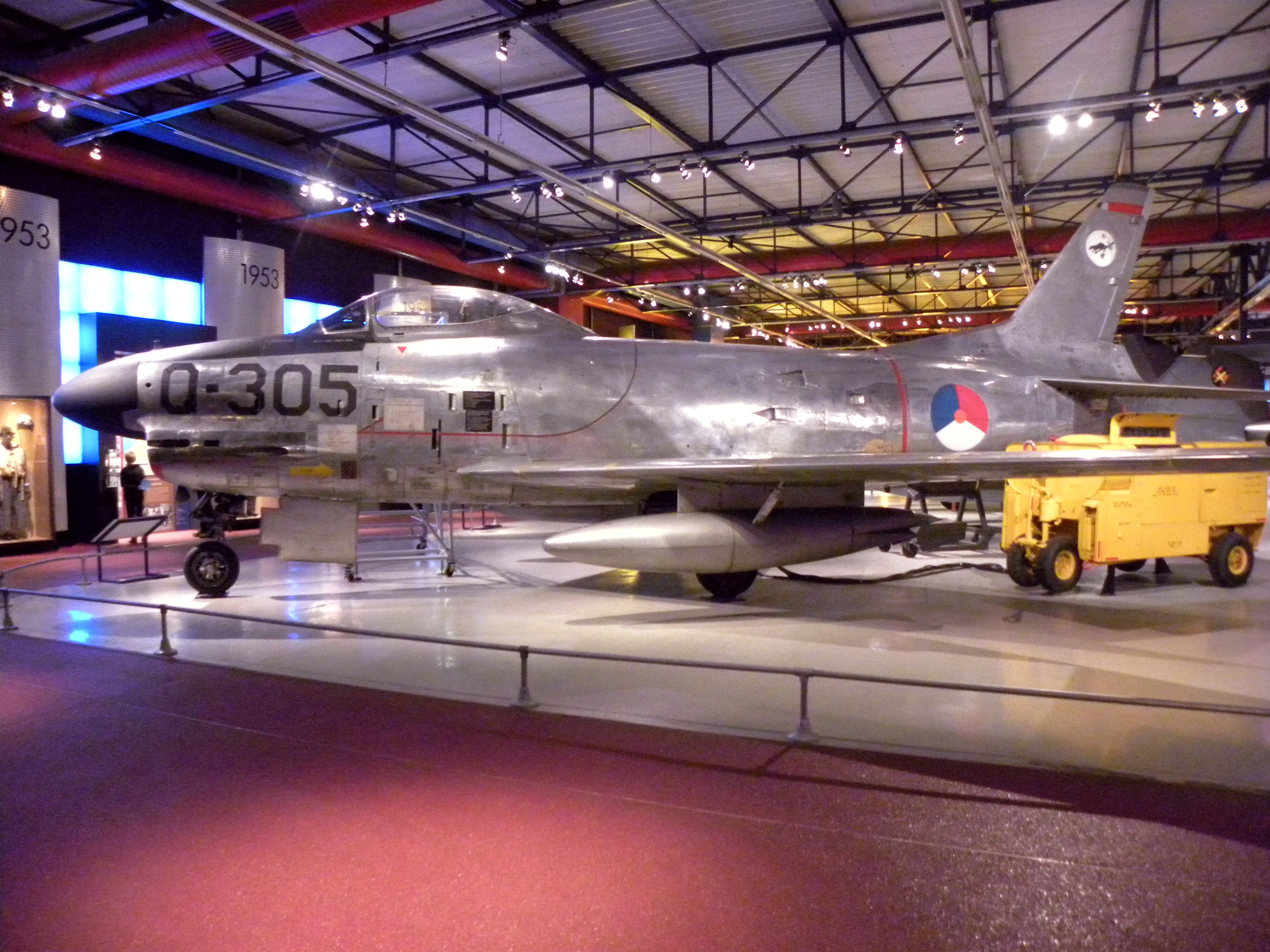
F-86K de l'Armée de l'air royale néerlandaise au Militaire Luchtvaart Museum (en), près de la base aérienne Soesterberg.
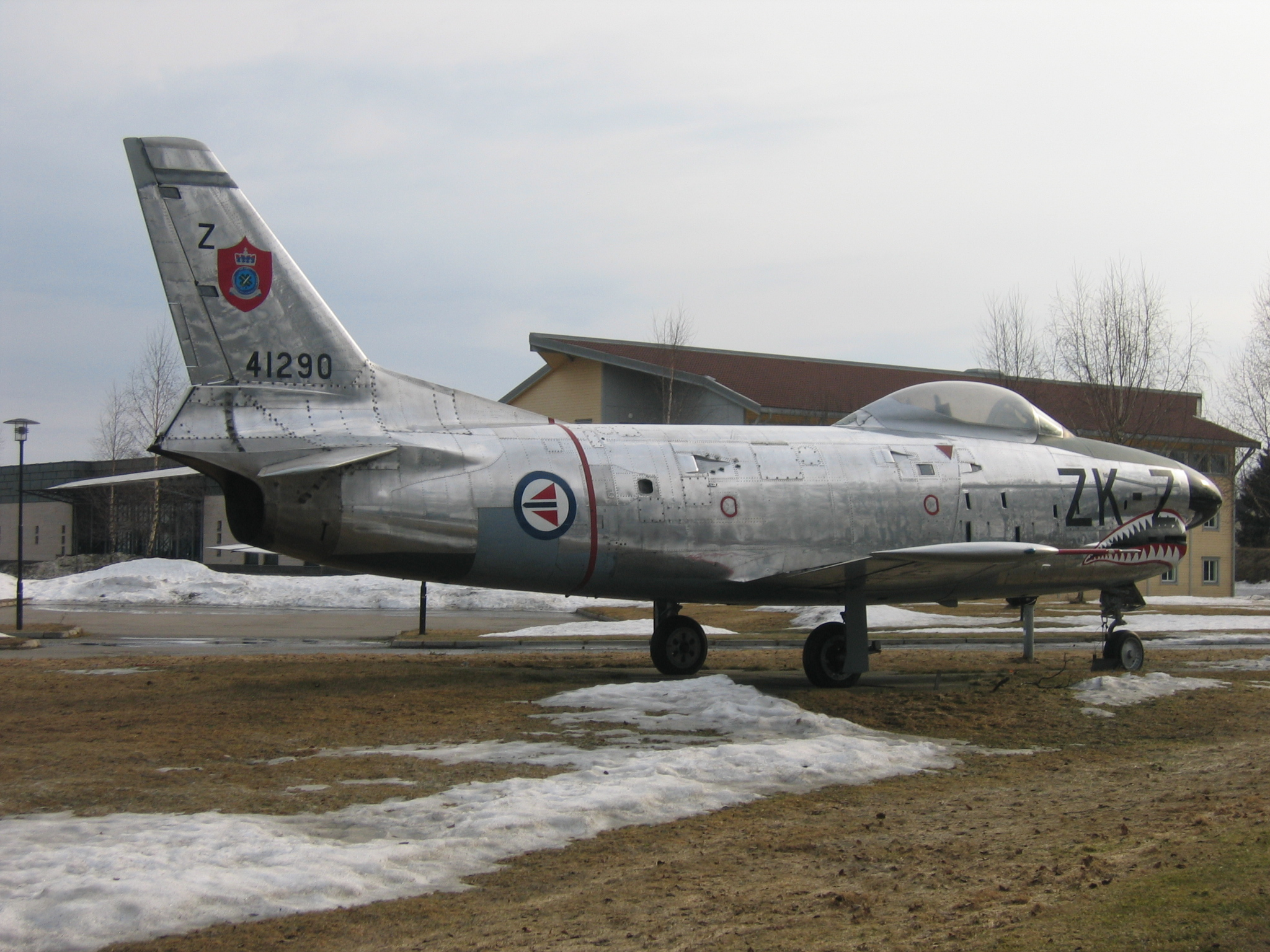
F-86K de la Force aérienne royale norvégienne.
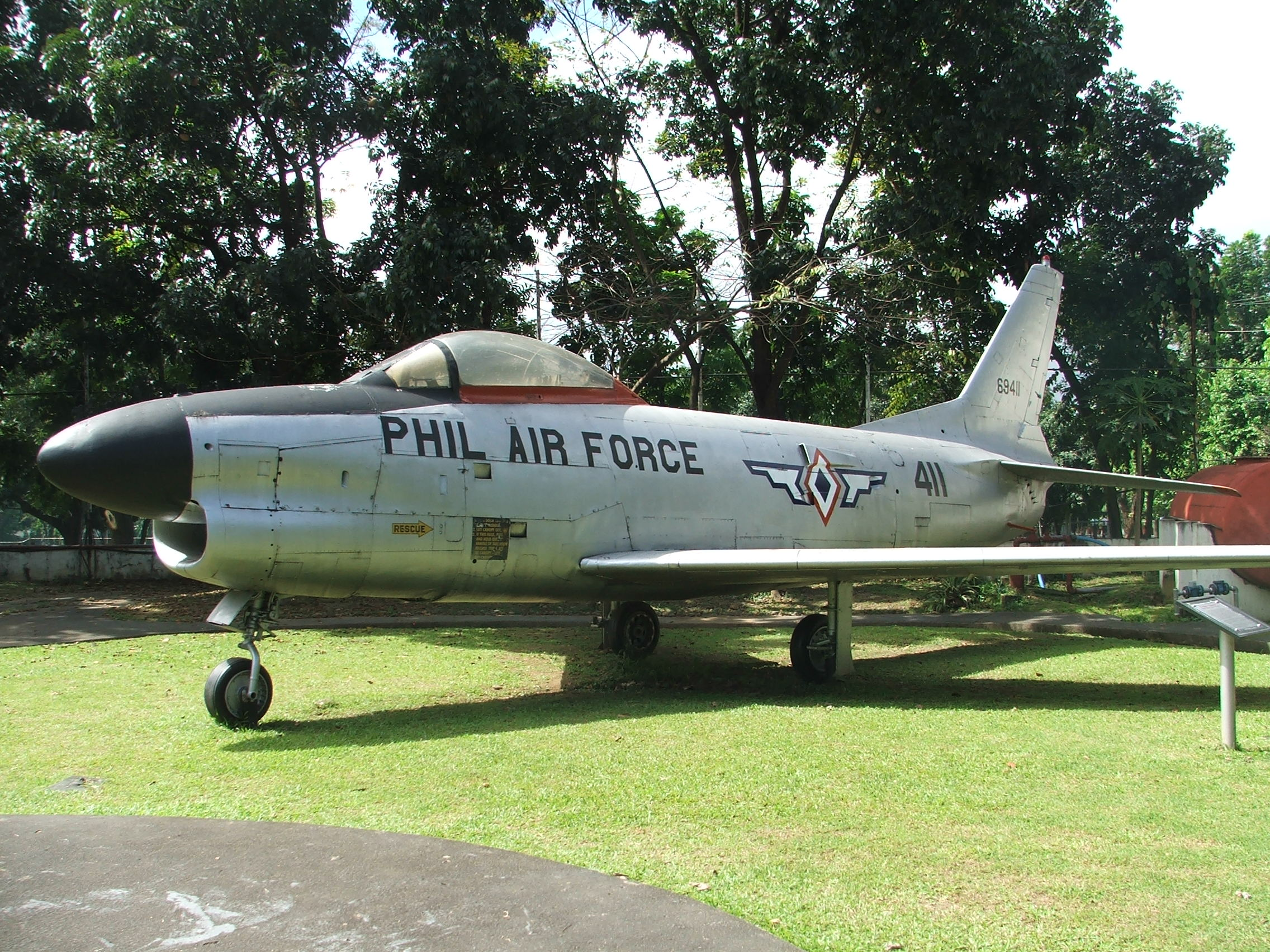
F-86D de la  Force aérienne philippine.